# 努瓦耶 (上马恩省)
努瓦耶（法語：Noyers，法語發音：[nwaje]）是法国上马恩省的一个市镇，属于肖蒙区。

## 地理
努瓦耶（48°3'40"N, 5°29'8"E）面积7.29 平方千米，位于法国大東部大區上马恩省，该省份为法国东北部内陆省份，北起马恩省和默兹省，西接奥布省，西南接科多尔省，东南接上索恩省，东临孚日省。
与努瓦耶接壤的市镇（或旧市镇、城区）包括：比克西埃莱克莱夫蒙、达耶库尔、瓦勒德默兹、楠维尔、朗日库尔。

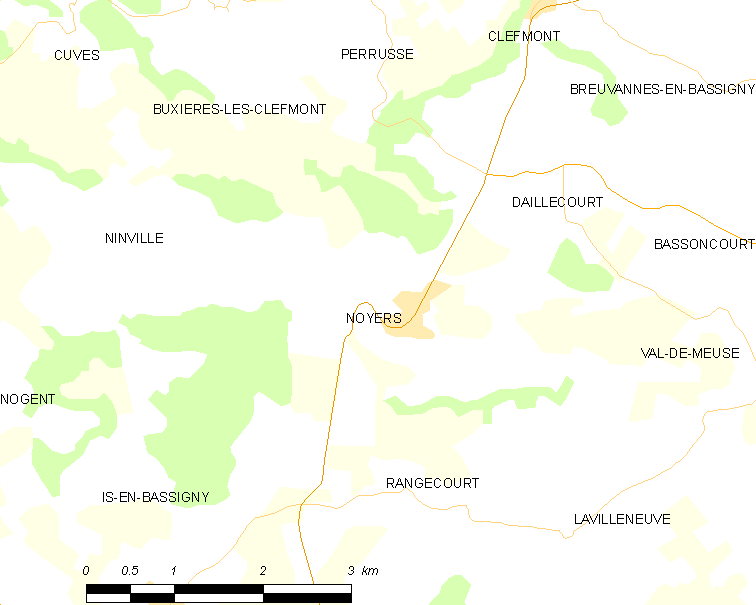
的OSM定位图

努瓦耶的时区为UTC+01:00、UTC+02:00（夏令时）。

## 行政
努瓦耶的邮政编码为52240，INSEE市镇编码为52358。

## 政治
努瓦耶所属的省级选区为波旁莱班县。

## 人口

1962-2008年间人口变化图示

努瓦耶于2022年1月1日时的人口数量为95人。